# 內官監
內官監是明朝、清朝宦官衙门之一。通掌内史名籍，总督各职。
明洪武十七年（1384年）设置，设令、丞、典籍等官司之。洪武二十八年更定职秩，设正四品太监一人为主官，下设左、右少监各一人，左、右监丞各一人及典籍，所属有十作、米盐库、营造库、皇坛库，里冰窖，金海等机构，为二十四衙门之一。明初掌管宦官的選拔考核事務，是內官最重要的機構之一，明代著名宦官鄭和曾任內官監太監。後相關權力被司禮監侵奪，僅存與建築營造相關的職能，類似於外廷的工部，但仍被視為是內官“清貴”衙門。顺治十年（1653年）沿置，十七年，改置宣徽院。

## 組織[4]
- 掌印太监，一员；
- 总理，若干；
- 佥书，若干；
- 典簿，若干；
- 掌司，若干；
- 写字，若干；
- 监工，若干；
- 掌案，若干。

## 明历代內官监太监
- 洪武：
- 建文：郑强
- 永乐：郑和、李兴
- 洪熙：罗智
- 宣德：王景弘
- 正统：僧保
- 景泰：成敬、阮仁
- 天顺：柏玉
- 成化：顾恒、韦眷、叶景荣、莫英
- 弘治：李廣、梁宣、荆端、陈良、罗荫、段祥
- 正德：刘璟、王堂、白江、郑玺、韩锡、赵升、孙彬、杨森、刘英、朱辉、莫英、李堂、孙铎
- 嘉靖：	郑润、张赐、马广、李鉴、刘洪、催淮、傅浚、何禄、荆聚、杨茂、高忠、袁亨、刘晏、宋明、王有利、辛寿、韩锡、孙彬、朱宝
- 隆庆：李芳
- 万历：常云、张祯
- 泰昌：
- 天启：
- 崇祯：金忠

## 外部連結
- 明朝二十四衙門 （页面存档备份，存于）